# Арборг
Арборг (ісл. Árborg) — найбільший муніципалітет південної Ісландії. Був створений у 1998 році. Найбільше місто муніципалітету — Сельфосс.
Через місто Сельфосс проходить Кільцева дорога, головна магістраль Ісландії. Міст Ельфюсаубру через другу саму повноводну річку Ісландії Ельфюсау був побудований ще в 1890 році і пережив безліч землетрусів і повеней, проте постраждав під час бомбардувань армії фашистської Німеччини і був відновлений американськими військами.

## Міста-побратими
- Норвегія, Арендал[3]
- Швеція, Кальмар[4]
- Фінляндія, Савонлінна[5]